# Tiberi Coruncani
Tiberi Coruncani (en llatí Tiberius Coruncanius) va ser un magistrat i jurista romà. El seu pare i el seu avi portaven el mateix nom, però ell va ser el primer en tenir càrrecs importants.
Tàcit, explicant un discurs de l'emperador Claudi, diu que la família era originària de Camerium però Ciceró fa del jurista un habitant de Tusculum. Encara que no hagués nascut a Roma i fos un homo novus va assolir les magistratures més altes. Va ser orador o jurista i encara que no va deixar escrits va ser molt influent en les seves opinions durant la República. El cognom Coruncanius apareix també com a Coruncanus. De vegades se l'anomena Tit però el nom correcte és Tiberi.
L'any 280 aC va ser elegit cònsol junt amb Publi Valeri Leví i mentre el seu col·lega va fer la guerra a Pirros de l'Epir, Tiberi va anar a Etrúria i va derrotar-hi els habitants de Vulsinii i Vulci. Per aquestes victòries va ser honrat amb els honors del triomf, que va celebrar al començament de l'any següent. Després d'aquesta victòria, va acompanyar el seu col·lega en la lluita contra Pirros. L'any 270 aC sembla que va ser censor amb Gai Claudi Canina. Alguns autors del Renaixement, com ara Ottavio Panciroli, diuen que va fer un recompte de la població (cens), que es va fixar en 277.222 persones.
L'any 254 aC va ser investit Pontífex màxim. Era el primer plebeu que va exercir aquest càrrec (encara que ja hi havia hagut pontífexs plebeus, com ara el també jurista Publi Semproni Sop). L'any 246 aC va ser designat dictador pel senat, per tal de celebrar el comicis, i evitar l'obligat retorn dels cònsols des de Sicília. Probablement va morir poc temps després ja força gran. Com a Pontífex màxim el va succeir Cecili Metel, segons diu Titus Livi.
Coruncani va ser un home notable. Va tenir una estreta amistat amb Marc Curi Dentat i altres eminents estadistes del seu temps. Era un savi romà (sapiens), amb idees que volien incidir més en la realitat que les d'un filòsof grec, i coneixia bé la societat del seu temps. La seva filosofia rebutjava que el bé més alt fos el plaer, i amb Marc Curi, volia que els enemics de Roma, Pirros i els Samnites, aprenguessin aquestes veritats. Era molt bon orador i el seu consell i opinió es respectaven tant en la guerra com en la pau. Va tenir una gran influència en el senat i en les assemblees públiques. A les més altes magistratures aconseguides com a polític, va unir un profund coneixement del dret pontifici i civil. No va deixar escrits, però va donar moltes opinions orals, que es van conservar per tradició entre els juristes.
Va deixar almenys dos fills, coneguts com els Coruncanii (els Coruncanis) que l'any 228 aC van ser enviats com ambaixadors a la reina Teuta d'Il·líria, per queixar-se de les pirateries dels il·liris, i un d'ells almenys va ser executat per ordre de la reina. Polibi diu que es deien Gai Coruncani i Luci Coruncani, però Plini els anomena Publi Juni Coruncani i Tiberi Coruncani.